# Río Atuel
Río Atuel är ett vattendrag i Argentina. Det ligger i den centrala delen av landet, 800 km väster om huvudstaden Buenos Aires.
Omgivningarna runt Río Atuel är i huvudsak ett öppet busklandskap. Trakten runt Río Atuel är nära nog obefolkad, med mindre än två invånare per kvadratkilometer.